# Alunogeno
L'alunogeno (simbolo IMA: Alg) è un minerale piuttosto raro della classe dei solfati. La sua composizione chimica è Al2[SO4]3·(12+5)H2O; chimicamente si tratta quindi di un solfato di alluminio contenente acqua cristallina ("idrato").

## Etimologia e storia
Il minerale prende il nome dal latino alum e dal greco antico γένος (génos, cioè origine, discendenza), come allusione al suo uso come fonte di allume. L'alunogeno fu descritto scientificamente per la prima volta nel 1832 da François Sulpice Beudant.

## Classificazione
Nell'ormai obsoleta ottava edizione della sistematica dei minerali di Strunz, l'alunogeno appartiene al dipartimento dei "solfati contenenti acqua senza anioni estranei".
Con la revisione della sistematica dei minerali di Strunz nella 9ª edizione, la sezione "7.C Solfati (selenati, etc.) senza anioni aggiuntivi, con H2O" è stata suddivisa in modo più preciso in base alla dimensione dei cationi coinvolti e l'alunogeno può essere trovato di conseguenza nella sottosezione "7.CB Con soltanto cationi di media dimensione" dove forma il gruppo 7.CB.45 insieme al meta-alunogeno.
Anche la classificazione dei minerali secondo Dana, che viene utilizzata principalmente nel mondo anglosassone, elenca l'alunogeno nella classe dei solfati (e composti correlati), ma anche nella divisione di "acidi e solfati idrati con composizione generale (A)2(XO4)3 × x(H2O)", dove è l'unico membro del gruppo senza nome 29.08.06.

## Abito cristallino
L'alunogeno cristallizza nel sistema triclino nel gruppo spaziale P1 (gruppo nº 2) con i parametri reticolari a = 7,42 Å, b = 26,97 Å, c = 6,06 Å, α = 89,9°, β = 97,6° e γ = 91,9°, oltre a due unità di formula per cella unitaria.

## Proprietà
L'alunogeno più puro è incolore. Tuttavia, a causa della sua struttura spesso fibrosa o granulare associata alla rifrazione multipla della luce, di solito appare bianco. L'alunogeno può anche assumere un colore grigio, giallastro o rossastro.
L'alunogeno è facilmente solubile in acqua.

## Origine e giacitura
Da un lato, l'alunogeno si forma come prodotto degli agenti atmosferici nelle rocce contenenti pirite e ossido di alluminio, ma dall'altro può anche formarsi per ri-sublimazione da gas vulcanici. Di conseguenza, l'alunogeno si trova solitamente in paragenesi con pirite e marcasite, ma anche con epsomite, gesso, alotrichite, fibroferrite, melanterite e pickeringite. A causa della sua buona solubilità in acqua, a volte capita che si gonfi in forma liquida dalle fessure del carbone.
L'alunogeno è stato rilevato finora in tutto il mondo (a partire dal 2010) in circa 210 siti. Luoghi ben noti per i cristalli includono Adelaide in Australia, Friesdorf vicino a Bonn in Germania, Opalbanya in Ungheria, nella Miniera di Calf Mesa nello Utah e con strati fino a 3 metri di spessore nei Monti Alun nel Nuovo Messico (Stati Uniti). Inoltre, l'alunogeno si trova sotto forma di aggregati nelle miniere di opale di Dubník in Slovacchia.
Inoltre l'alunogeno è stato trovato a Saint-Bel, nel Rodano, in Francia e ad Antofagasta, nel Cile; in Italia si trova alla Solfatara di Pozzuoli e a Capo Miseno; presente anche a Vigneria, comune di Rio, all'Isola d'Elba.

## Forma in cui si presenta in natura
L'alunogeno raramente sviluppa cristalli trasparenti, tabulari o geminati con simmetria pseudoesagonale di pochi millimetri di dimensione. Di solito si trova sotto forma di grappolo d'uva, stalattitico o in aggregati minerali da fibrosi a granulari e rivestimenti crostosi.